# Mocedades

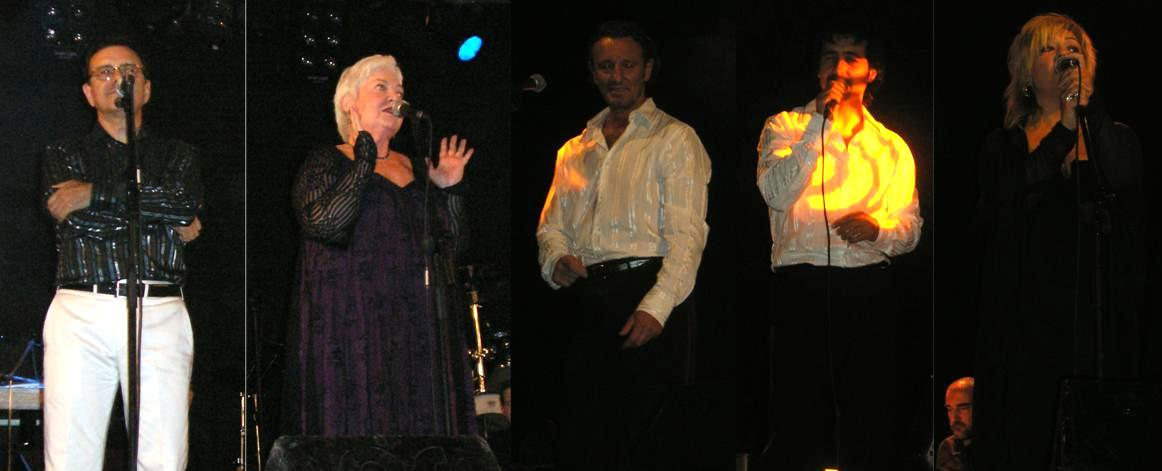
Het overgebleven kwintet in 2006.

Mocedades is een Spaans-Baskische popgroep.

## Biografie
In 1967 werd door enkele studenten uit Bilbao Voces y Guitarras opgericht. Een jaar later stuurden ze een cassette op naar een platenmaatschappij in Madrid. Juan Carlos Calderón zag meteen potentieel in de groep en nam hen onder zijn vleugels. De naam werd veranderd in Mocedades.
In het begin waren er acht leden; de familie Uranga (de 3 zussen Amaya, Estíbaliz en Izaskun en broer Roberto), de broers Rafaél en Sergio Blanco en verder nog José Ipiña en Francesco Panera. Die laatste 2 verlieten de groep in 1970 en Javier Garay voegde zich bij de groep. In 1972 verlieten de Blanco-broers en Estíbaliz Uranga ook de groep. Sergio en Estíbaliz, die intussen een koppel geworden waren, gingen verder als het duo Sergio y Estíbaliz. José Ipiña keerde terug naar de groep en Carlos Zubiaga kwam er ook nog bij. Onder deze formatie scoorde de groep zijn grootste hits.
In 1973 werd de band door de Spaanse omroep RTVE gevraagd om Spanje te vertegenwoordigen op het Eurovisiesongfestival 1973. Dit deden zij met Eres tú. Het lied eindigde als tweede achter de Luxemburgse winnares Anne-Marie David, maar werd later wel de morele winnaar. Het lied werd een wereldwijde hit en bereikte zelfs de top 10 in de Amerikaanse Billboard Hot 100. In 2005 werd het verkozen tot een van de 14 beste songfestivalliedjes in de televisie-uitzending Congratulations.
In 1980 had Mocedades nog een grote hit met Amor de Hombre  (dat alleen al in Spanje 500.000 keer over de toonbank ging). Amaya verliet de groep in 1984 en werd vervangen door Ana Bejerano. Iñaki Uranga, nog een zus van Amaya, kwam in 1988 bij de groep nadat José en Carlos opstapten. Izaskum en Javier verlieten de groep in 1993.
Roberto Uranga overleed op 57-jarige leeftijd in oktober 2005. Ana Bejerano overleed begin 2022 op 60-jarige leeftijd.

## Discografie

### Singles
| Single met eventuele hitnotering(en) in de Nederlandse Top 40 | Datum van verschijnen | Datum van binnenkomst | Hoogste positie | Aantal weken | Opmerkingen |
| ------------------------------------------------------------- | --------------------- | --------------------- | --------------- | ------------ | ----------- |
| Eres tú                                                       | 1973                  | 28-04-1973            | 3               | 11           |             |

### NPO Radio 2 Top 2000
| Nummer met noteringen in de NPO Radio 2 Top 2000 | '99 | '00 | '01 | '02 | '03 | '04 | '05 | '06 | '07 | '08 | '09 | '10 | '11  | '12  | '13  | '14  | '15  |
| ------------------------------------------------ | --- | --- | --- | --- | --- | --- | --- | --- | --- | --- | --- | --- | ---- | ---- | ---- | ---- | ---- |
| Eres tú                                          | 418 | 696 | 619 | 757 | 916 | 783 | 531 | 739 | 721 | 690 | 971 | 968 | 1239 | 1014 | 1221 | 1407 | 1563 |

1. ↑  Een vetgedrukt getal geeft de hoogste notering aan.
2. ↑  Deze tabel is bijgewerkt tot en met de laatste editie (2024).